# ホスホピルビン酸ヒドラターゼ
ホスホピルビン酸ヒドラターゼ（Phosphopyruvate hydratase）またはエノラーゼ（Enolase）は、解糖系に関わる酵素である。
この酵素は、グルコースからピルビン酸に至るまでの最後から2番目のステップである、2-ホスホグリセリン酸がホスホエノールピルビン酸に変換される反応を触媒する。

## アイソザイム
ヒトには5種類のホスホピルビン酸ヒドラターゼのアイソザイムが存在する。
- α-エノラーゼは細胞質に偏在している。
- β-エノラーゼは筋肉細胞に存在する。
- γ-エノラーゼはニューロンに存在する。

## スーパーファミリー
この酵素は、典型的なスーパーファミリーであるエノラーゼスーパーファミリーに属する。ここには似たような反応機構を持ち、進化的に関係のある酵素が分類されているが、作用する基質や生化学的な役割は様々である。他にマンデル酸ラセマーゼなどが含まれる。

## 阻害
ホスホピルビン酸ヒドラターゼはフッ素によって阻害される。